# Sander Gillis
Sander Gillis (5 oktober 1992) is een Belgisch radio- en televisiepresentator.

## Radio
Gillis begon zijn loopbaan als radiopresentator tijdens zijn opleiding Radio bij studentenradio Urgent.fm bij het jongerenprogramma JUS en bij de studentenradio XL Air. Nog tijdens zijn opleiding werd hij in juli 2012 presentator bij MNM. Een jaar later in september 2013 behaalde hij zijn Bachelor in Radio aan het RITCS en besloot hij de Master in Radio achterwege te laten en zich volledig op zijn carrière te richten.
Hij presenteerde op MNM onder meer de avondspits, samen met Laura Govaerts, en sinds 2 september 2024 presenteert hij de ochtendshow met Imane Boudadi en Maureen Vanherberghen.

## Televisie
In de herfst van 2012 wilde Gillis een kinderdroom in vervulling laten gaan en nam hij deel aan de wedstrijd Wie wordt Wrapper? waarin men op zoek ging naar een nieuwe Ketnet-wrapper als opvolger voor Peter Pype en Kristien Maes. Hij moest in de finale van de verkiezing door de kijkers echter de duimen leggen voor Sien Wynants, maar werd op 6 december van dat jaar opgevist en, samen met acteur en collega achter de schermen Leonard Muylle, alsnog in de ploeg van wrappers opgenomen.
Rond de jaarwisseling van 2013 naar 2014 kwamen Gillis en zijn wrapper-collega Leonard  Muylle in de Ketnetwrap op het ludieke idee een boyband op te richten. Sindsdien treden de twee op Ketnet-evenementen regelmatig op als de 2matesonly.
In het voorjaar van 2014 werd Sander Gillis presentator van het nieuwe seizoen van het programma GoIV, dat eerder door Sofie Van Moll werd gepresenteerd. Het programma werd echter na één seizoen met Gillis afgevoerd wegens de besparingen bij VRT. 
Nog in 2014 volgde Gillis Niels Destadsbader op als presentator van het live weekendochtendprogramma Ketnet King Size. Sindsdien presenteert hij het programma afwisselend met Sien Wynants.
In tv-seizoen 2019-2020 was hij reportagemaker voor het praatprogramma Vandaag op Eén.
Naast het presenteren van Het gala van de gouden K's samen met andere Ketnet-wrappers, was hij in 2021 presentator van de Jamies, een prijs voor Vlaams online videotalent.
Eind maart 2023 stopte Gillis als wrapper. Nona 't Jolle volgde hem begin mei op.
Huidig (anno 2025):
Lee Arrendell · Thomas De Smet · Nona 't Jolle · Nidal van Rijn · Emma Vanthielen
Voormalig (1997–2024):
Jelle Cleymans (2002–2007) · Staf Coppens (1999–2004) · Karolien Debecker (2006–2009) · Veerle Deblauwe (2003–2006) · Sam De Bruyn (2009) · Niels Destadsbader (2009–2014) · Ianka Fleerackers (1998–2001) · Tom Gernaey (2006) · Sander Gillis (2012–2023) · An Jordens (1998–2005) · Melvin Klooster (2006–2012) · Heidi Lenaerts (2006–2007) · Friedl' Lesage (1997–1998) · Charlotte Leysen (2011–2019) · Véronique Leysen (2009–2013) · Kristien Maes (2007–2012) · Gloria Monserez (2020-2024) · Sarah Mouhamou (2014-2025) · Leonard Muylle (2012–2018) · Sven Ornelis (1997–1999) · Peter Pype (2004–2012) · Ben Roelants (2009) · Mark Tijsmans (1997–2002) · Héritier Tipo (2022–2024) · Thomas Van Achteren (2015–2022) · Katrien Van Deuren (1998–1999) · Peter Van de Veire (1997–2002) · Steven Van Herreweghe (1997–2002) · Kobe Van Herwegen (2006–2011) · Ilse Van Hoecke (1998–2004) · Gitte Van Hoyweghen (1997–2001) · Britt Van Marsenille (2004–2008) · Sofie Van Moll (2001–2007) · Erika Van Tielen (2003–2006) · Henk Vermeulen (1998–2004) · Aron Wade (1998–2003) · Sien Wynants (2012–2022)